# Hockinson (Washington)
Hockinson  est une census-designated place américaine de l'État de Washington dans le comté de Clark. 
La population était de 4 771 habitants en 2010.